# Herbario de Queensland
El Herbario de Queensland o Queensland Herbarium se encuentra en el Jardín Botánico de Brisbane del Monte Coot-tha , en Brisbane, Queensland, Australia. Es parte del Departamento de Ciencias de Queensland, Tecnología de la Información, Innovación y Artes. Es responsable de descubrir, describir, monitorear, modelación,  topografía, la denominación y clasificación de plantas de Queensland, y es el centro de información y la investigación de plantas del estado y de las comunidades vegetales.

## Orígenes
La historia del Herbario como institución se inicia en 1855 con el nombramiento de Walter Hill como Superintendente del Jardín Botánico de Brisbane, cuatro años antes de que Queensland fuera separada de Nueva Gales del Sur como una colonia. En 1859, con la separación, Hill fue nombrado botánico Colonial, así como Director restante de los Jardines, cargo que ocuparía hasta 1881.
En aquel momento la función principal de los jardines botánicos coloniales era, por lo general, facilitar la introducción de plantas económicas adecuadas, aunque las plantas nativas se recogieran también. Sin embargo, el sucesor de Hill como Colonial Botánico fue Frederick Manson Bailey, un botánico establecido y a cargo del herbario en el Museo de Queensland. Bailey se mantuvo en el poder durante 34 años, hasta su muerte en 1915, y enérgicamente trabajó en la creación de la colección del herbario a través de correspondencia, intercambio y numerosas expediciones por todo el estado.
Desde 1855 la colección del herbario se ha alojado en cinco lugares diferentes, y su biblioteca botánica en seis. En 1998 el Herbario se trasladó a su actual emplazamiento en los Jardines botánicos de Coot-tha. El número de especímenes de plantas de la colección es de más de 650.000, principalmente de Queensland.

## Directores de Herbario
Con los años, el Herbario ha pasado por numerosas reorganizaciones departamentales y el oficial a cargo se conoce por una variedad de títulos, desde Botánico Colonial a través de Botánico Gubernamental, Director y Jefe Botánico:
- 1855-1881 - Walter Hill
- 1881-1915 - Frederick Manson Bailey
- 1915-1917 – John Frederick Bailey
- 1917-1950 – Cyril Tenison White
- 1950-1954 – William Douglas Francis
- 1954-1976 – Selwyn Lawrence Everist
- 1976-1990 – Robert W. Johnson
- 1990-1994 – (no head)
- 1994  - Gordon P. Guymer